# Боратинець Ляцький
Боратинець Ляцький (пол. Boratyniec Lacki) — село в Польщі, у гміні Сім'ятичі Сім'ятицького повіту Підляського воєводства. Населення — 94 особи (2011).

## Історія
Було заселене дрібною польською шляхтою.
У 1975—1998 роках село належало до Білостоцького воєводства.

## Демографія
Демографічна структура станом на 31 березня 2011 року:
|          | Загалом | Допрацездатний вік | Працездатний вік | Постпрацездатний вік |
| -------- | ------- | ------------------ | ---------------- | -------------------- |
| Чоловіки | 46      | 9                  | 32               | 5                    |
| Жінки    | 48      | 5                  | 24               | 19                   |
| Разом    | 94      | 14                 | 56               | 24                   |